# ASA 1000 GT
L'ASA 1000 GT, più nota anche con il soprannome di Ferrarina, è un'automobile sportiva di piccola cilindrata costruita dall'azienda milanese ASA (acronimo di Autocostruzioni Società per Azioni) dal 1962 al 1967, nelle versioni coupé e spider.

## Il contesto
Alla fine degli anni cinquanta le vetture sportive di piccola cilindrata e alte prestazioni costruite da Abarth, Giannini e altri preparatori su meccaniche FIAT, conobbero grandi successi nelle gare e, conseguentemente, anche una discreta fortuna nelle vendite, soprattutto tra il pubblico giovane.
Allo scopo di partecipare a questo mercato la Ferrari inizia la sperimentazione costruendo, nel 1960, un prototipo di Gran Turismo con motore quadricilindrico da 850 CC, montato su Fiat 1200 Pininfarina Coupé.
Nel 1961, al Salone dell'automobile di Torino, nello stand di Bertone apparve una nuova concept car con un misterioso logo tricolore, dotata del motore sperimentale con cilindrata aumentata a 1.032 cc. Il logo con il cavallino rampante era stato negato al nuovo modello a causa delle incertezze del "Drake" in merito al rischio di produrre una vettura di piccola cilindrata che avrebbe potuto inficiare il prestigio internazionale di auto esclusiva, ormai raggiunto dalla Ferrari.
Il progetto, però, era in fase troppo avanzata perché si potesse abbandonare a cuor leggero, non foss'altro per gli investimenti dedicati allo studio del motore, effettuato da Carlo Chiti, alla progettazione del telaio, affidata a Giotto Bizzarrini, e alla realizzazione della carrozzeria, eseguita dalla Bertone su disegno di un esordiente Giorgetto Giugiaro.

## La produzione
Lo sbocco produttivo venne risolto dalla proposta di Oronzio De Nora, un industriale milanese del settore elettrochimico che, su pressione del figlio Niccolò, era intenzionato a entrare nel campo automobilistico. Allo scopo venne costituita la società ASA, presieduta da Niccolò De Nora e con sede a Lambrate, allora periferia industriale di Milano, in adiacenza agli stabilimenti De Nora.
Alla carenza tecnico-strutturale della neonata ASA, sopperiva la Ferrari con la fornitura di telai e motori e la Bertone per il corpo vettura e per l'assemblaggio finale. La cessione del progetto prevedeva che il marchio Ferrari non dovesse apparire su alcuna parte della vettura, ma per il pubblico degli appassionati divenne immediatamente nota come la Ferrarina.
La produzione della nuova coupé, annunciata nel 1962, ebbe effettivamente inizio nel 1963 presso gli stabilimenti della Bertone e distribuita utilizzando la rete commerciale della Ferrari.
Al Salone di Ginevra del 1963 venne presentata la versione spider, sempre realizzata dalla Bertone, ma dotata di una carrozzeria in plastica.
Nonostante le prestazioni e l'elevato contenuto tecnologico, la 1000 GT non ebbe la fortuna che avrebbe meritato, forse a causa dell'assenza di un marchio dal prestigio sportivo, unita a un prezzo vendita (₤ 2.520.000 nel 1965, sia per la coupé che per la spider) non proprio competitivo.
Anche l'intervento di Luigi Chinetti, ex pilota e concessionario Ferrari per gli Stati Uniti, che reclamizzò la vettura facendone intendere chiaramente la nobile genesi, non sortì apprezzabili risultati.
Quando l'ASA venne posta in liquidazione, nel 1967, erano stati prodotti solamente un centinaio di coupé, oltre ad una ventina di esemplari spider e versioni speciali.

## Le derivate

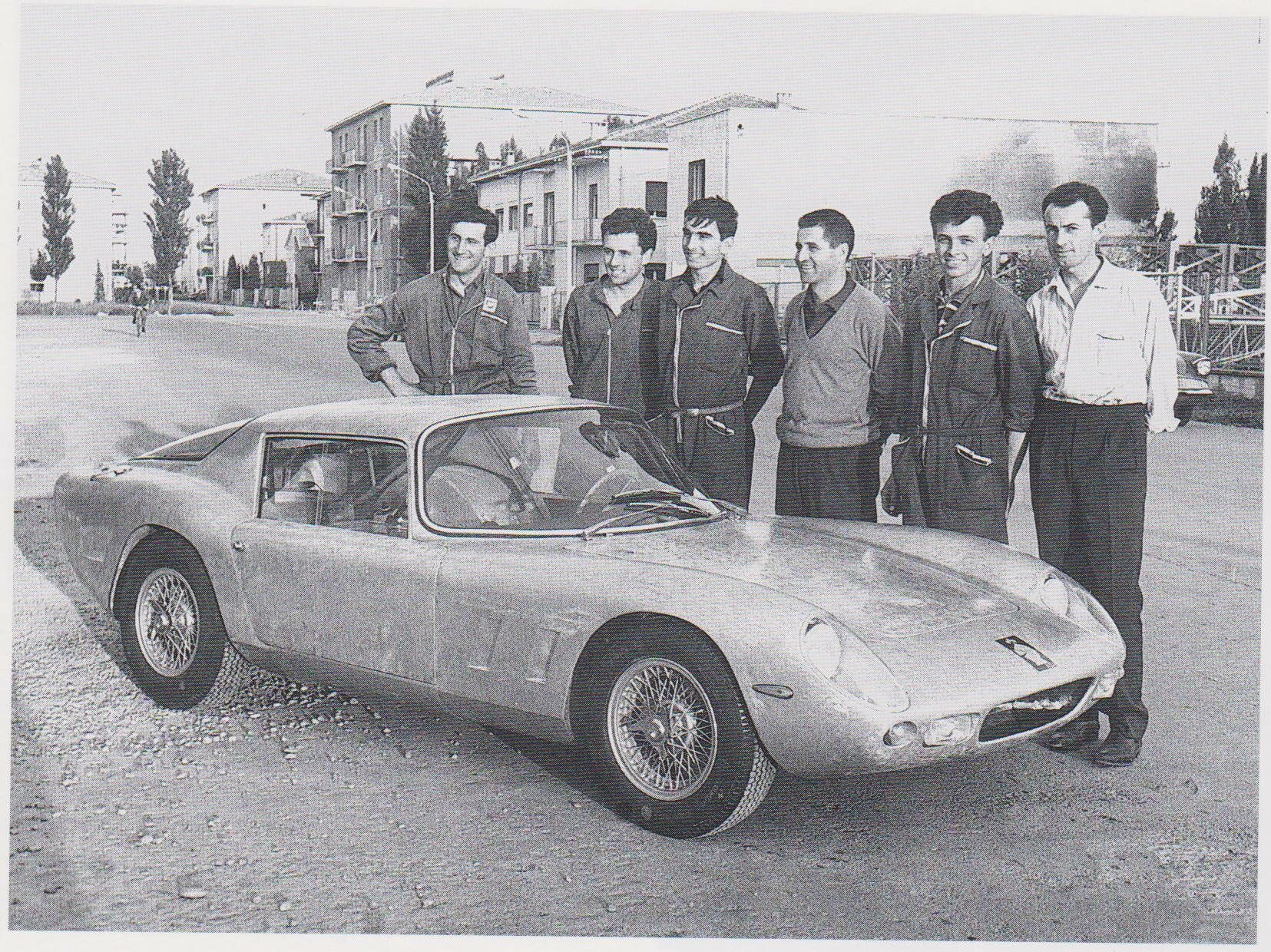
Una ASA 1000 GTC

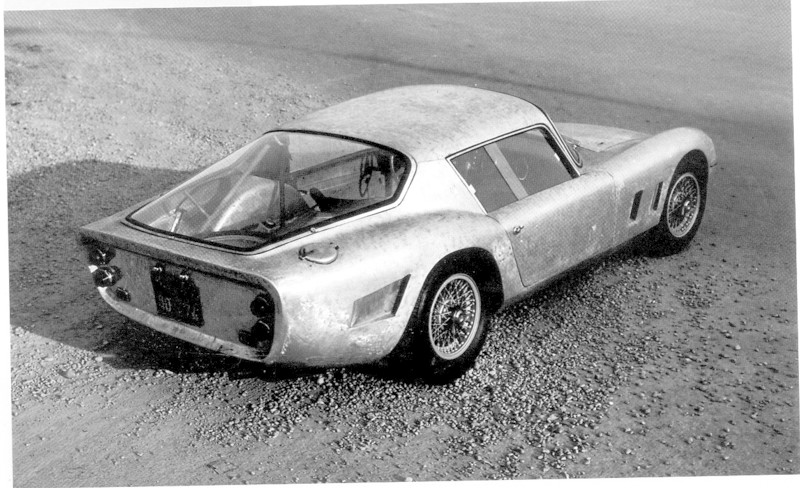
Vista posteriore

Numerosi sono stati gli sforzi per dare slancio al progetto ASA, particolarmente nel costruire modelli derivati dalla 1000 GT destinati ad una clientela sportiva. È il caso della 1000 GT Competizione, presentata nel 1963 contemporaneamente alla spider, con carrozzeria in alluminio realizzata dalla carrozzeria modenese Sports Car, motore sistemato in posizione centrale, ridotto a 994 CC per rientrare nelle categorie sportive riservate a vetture con cilindrata fino al litro.
Nel 1964 venne esposto al Salone di Parigi il modello 411, con motore portato a 1.092 cm³ e potenza di 104 CV. Due anni dopo è la volta della 613 RB, un'interessante variazione targa dotata di carrozzeria in plastica e roll bar, che poteva essere dotata di un motore sei cilindri in linea di 1.290 cm³ o di un quattro cilindri da 1.800 cm³. Quest'ultimo modello, realizzato su specifiche di Luigi Chinetti per il mercato statunitense, venne prodotto in quattro esemplari di cui uno solo con propulsore sei cilindri da 124 CV.
Poco prima di essere messa in liquidazione, la ASA realizzò una vettura da Formula 2 con motore Cosworth FVA di 1.600 cm³, che però non scese mai in pista.